# Nyahbinghi
Nyahbinghi är en rytm som utövare av rastafari använder för att komma in i meditation. Rytmen är många gånger förklarad som hjärtslag och sägs vara den sanna musiken. Det finns även en religiös gren inom rastafari som kallas för nyahbinghi.